# FM 도치기
FM도치기는 일본의 FM라디오 방송국으로 1994년 4월 1일 개국했으며 도치기현에서 방송을 실시하고 있다.
JFN에 가맹했으며 약칭과 애칭 모두 RADIO BERRY,콜사인은 JOSV-FM이다.

## 연혁
- 1990년 9월　도치기현에 FM주파수 76.4MHz 할당
- 1993년 4월 1일　주식회사 에프엠 도치기창립
- 1993년 11월　애칭을“RADIO BERRY”로 결정
- 1994년 4월 1일　개국·본방송 개시(일본 44번째 민영 FM 방송국)
- 1995년 4월 1일　FM 문자다중방송 개시
- 2007년 11월 12일　사옥 이전
- 2008년 3월 17일　오전 4시부터 오후 1시 27 분까지 약 9 시간 반, 아시카가 중계국에서 방송송출이 중단되는 사고가 발생.
- 2014년 3월 31일 FM 문자다중방송 폐지.

## 주파수
- 우쓰노미야 방송국:76.4MHz(출력:1kW)
- 아시카가 중계국:78.3MHz(출력:30W)
- 구즈 중계국:84.4MHz(출력:10W)
- 이마이치 중계국:79.1MHz(출력:3W)
- 시오바라 중계국:78.5MHz(출력:1W)

## 보충서술
- NHK 우쓰노미야 방송국의 FM 주파수가 FM도쿄 주파수와 비슷해 80년대 초반부터 현역 FM 방송국을 개국하려 했으나 도치기현은 이바라키, 기후와 함께 현역AM 방송국 경영 안정을 이유로 현역FM 방송국 주파수 할당이 보류되었으며 이후 1980년대 후반 준비위원회가 만들어져 기후현과 사가현에서 민영 FM방송국 주파수가 추가 할당된 것을 계기로 법인이 설립되었다.
- 예전에는 비교적 번개가 많이 치는 도치기 현의 기상사정으로 인해 "Thunder Report"라는 낙뢰에 관한 프로그램도 방영했고 지금도 일기예보에서 낙뢰정보는 비교적 길게 전달하고 있다.

## 도치기현에 있는 다른 텔레비전·라디오 방송국
- NHK 우쓰노미야 방송국
- 도치기 TV(GYT)(독립 텔레비전 방송국)
- 도치기 방송(CRT)(NRN 계열)